# Molannodes sani
Molannodes sani är en nattsländeart som först beskrevs av Malicky 1995.  Molannodes sani ingår i släktet Molannodes och familjen skivrörsnattsländor. Inga underarter finns listade i Catalogue of Life.